# Fiorentino di Salm-Salm
Guglielmo Fiorentino Luigi Carlo di Salm-Salm, meglio conosciuto col solo nome di Fiorentino (Senones, 17 marzo 1786 – Castello di Anholt, 2 agosto 1846), è stato principe titolare di Salm-Salm.

## Biografia
Fiorentino era l'unico figlio del Principe Costantino di Salm-Salm (1762-1828), ultimo Principe sovrano di Salm-Salm, e di sua moglie, la principessa Vittoria Felicita di Löwenstein-Wertheim-Rochefort. Egli sposò il 21 luglio 1810 al Castello di Wilhelmshöhe presso Kassel, Flaminia Rossi (21 luglio 1795 Ajaccio - Anholt, 20 dicembre 1840), figlia del nobile corso Nicolò Rossi e dell'aristocratica italiana Angela Maria Baciocchi, sorella di Felice Baciocchi, il quale aveva sposato Elisa Bonaparte, sorella di Napoleone.
Fiorentino divenne Colonnello all'epoca napoleonica ed entrò in servizio presso l'esercito di Girolamo Bonaparte, Re di Vestfalia.
Nel contesto della riorganizzazione dell'Europa col congresso di Vienna nel 1810 il territorio del Principato di Salm venne in un primo momento assoggettato alla Francia e poi ceduto alla Prussia ed alla morte del padre, Fiorentino non poté che ereditare un semplice titolo formale ma non il governo del territorio (1828), governando solo il castello di Anholt come proprietà personale e domicilio.
Dopo che il Belgio ebbe proclamato la propria indipendenza dai Paesi Bassi il 4 ottobre 1830, fece valere i propri diritti sull'area, che ad ogni modo venne assegnata al Principe Leopoldo di Sassonia-Coburgo-Gotha, che salì al trono belga col nome di Leopoldo I.

## Matrimonio e figli
Da sua moglie Flaminia Rossi ebbe i seguenti figli:
- Alfredo Costantino (1814-1886) V principe e capo del casato.
- Emilio (1820-1858) sposò nel 1851 Agnes von Ising (1822-1887)
- Felice (1828–1870) fu prima un ufficiale prussiano, poi austriaco, poi nel nord degli USA, quindi in Messico, dove fu aiutante di campo dell'imperatore Massimiliano. Dopo la caduta e l'esecuzione di Massimiliano, fu nuovamente un ufficiale prussiano e morì nella battaglia di Gravelotte, insieme a suo nipote Fiorentino di Salm-Salm (1852-1870), il figlio di suo fratello Emilio.

## Ascendenza
|                                                             |                                                         |                                                         | Genitori                                               |  |  | Nonni |  |  | Bisnonni                        |  |  | Trisnonni                        |  |
|                                                             |                                                         |                                                         |                                                        |  |  |       |  |  | 8. Nicola Leopoldo di Salm-Salm |  |  | 16. Guglielmo Fiorentino di Salm |  |
|                                                             |                                                         |                                                         |                                                        |  |  |       |  |  | 8. Nicola Leopoldo di Salm-Salm |  |  | 16. Guglielmo Fiorentino di Salm |  |
|                                                             |                                                         | 17. Maria Anna di Mansfeld                              |                                                        |  |  |       |  |  | 8. Nicola Leopoldo di Salm-Salm |  |  |                                  |  |
| 4. Massimiliano di Salm-Salm                                |                                                         |                                                         |                                                        |  |  |       |  |  | 8. Nicola Leopoldo di Salm-Salm |  |  |                                  |  |
|                                                             |                                                         | 9. Dorotea Francesca Agnese di Salm                     | 18. Luigi Ottone di Salm                               |  |  |       |  |  |                                 |  |  |                                  |  |
|                                                             |                                                         | 9. Dorotea Francesca Agnese di Salm                     | 18. Luigi Ottone di Salm                               |  |  |       |  |  |                                 |  |  |                                  |  |
|                                                             |                                                         | 9. Dorotea Francesca Agnese di Salm                     | 19. Albertina Giovanna di Nassau-Hadamar               |  |  |       |  |  |                                 |  |  |                                  |  |
| 2. Costantino di Salm-Salm                                  |                                                         | 9. Dorotea Francesca Agnese di Salm                     |                                                        |  |  |       |  |  |                                 |  |  |                                  |  |
|                                                             |                                                         | 10. Giuseppe d'Assia-Rotenburg                          | 20. Ernesto Leopoldo d'Assia-Rheinfels-Rotenburg       |  |  |       |  |  |                                 |  |  |                                  |  |
|                                                             |                                                         | 10. Giuseppe d'Assia-Rotenburg                          | 20. Ernesto Leopoldo d'Assia-Rheinfels-Rotenburg       |  |  |       |  |  |                                 |  |  |                                  |  |
|                                                             |                                                         | 10. Giuseppe d'Assia-Rotenburg                          | 21. Eleonora Maria di Löwenstein-Wertheim-Rochefort    |  |  |       |  |  |                                 |  |  |                                  |  |
| 5. Ludovica d'Assia-Rotenburg                               |                                                         | 10. Giuseppe d'Assia-Rotenburg                          |                                                        |  |  |       |  |  |                                 |  |  |                                  |  |
|                                                             |                                                         | 11. Cristina di Salm                                    | 22. Luigi Ottone di Salm (= 18)                        |  |  |       |  |  |                                 |  |  |                                  |  |
|                                                             |                                                         | 11. Cristina di Salm                                    | 22. Luigi Ottone di Salm (= 18)                        |  |  |       |  |  |                                 |  |  |                                  |  |
|                                                             |                                                         | 11. Cristina di Salm                                    | 23. Albertina Giovanna di Nassau-Hadamar (= 19)        |  |  |       |  |  |                                 |  |  |                                  |  |
| 1. Fiorentino di Salm-Salm                                  |                                                         | 11. Cristina di Salm                                    |                                                        |  |  |       |  |  |                                 |  |  |                                  |  |
|                                                             | 12. Domenico Marquardo di Löwenstein-Wertheim-Rochefort | 24. Massimiliano Carlo di Löwenstein-Wertheim-Rochefort |                                                        |  |  |       |  |  |                                 |  |  |                                  |  |
|                                                             | 12. Domenico Marquardo di Löwenstein-Wertheim-Rochefort | 24. Massimiliano Carlo di Löwenstein-Wertheim-Rochefort |                                                        |  |  |       |  |  |                                 |  |  |                                  |  |
|                                                             | 12. Domenico Marquardo di Löwenstein-Wertheim-Rochefort | 25. Maria Polissena Khuen von Lichtenberg und Belasi    |                                                        |  |  |       |  |  |                                 |  |  |                                  |  |
| 6. Teodoro Alessandro di Löwenstein-Wertheim-Rochefort      | 12. Domenico Marquardo di Löwenstein-Wertheim-Rochefort |                                                         |                                                        |  |  |       |  |  |                                 |  |  |                                  |  |
|                                                             |                                                         | 13. Cristina Francesca Polissena d'Assia-Rotenburg      | 26. Carlo d'Assia-Wanfried                             |  |  |       |  |  |                                 |  |  |                                  |  |
|                                                             |                                                         | 13. Cristina Francesca Polissena d'Assia-Rotenburg      | 26. Carlo d'Assia-Wanfried                             |  |  |       |  |  |                                 |  |  |                                  |  |
|                                                             |                                                         | 13. Cristina Francesca Polissena d'Assia-Rotenburg      | 27. Giuliana Alessandrina di Leiningen-Dagsburg        |  |  |       |  |  |                                 |  |  |                                  |  |
| 3. Vittoria Felicita di Löwenstein-Wertheim-Rochefort       |                                                         | 13. Cristina Francesca Polissena d'Assia-Rotenburg      |                                                        |  |  |       |  |  |                                 |  |  |                                  |  |
|                                                             |                                                         | 14. Carlo Ludovico di Leiningen-Dagsburg-Emichsburg     | 28. Giovanni Federico di Leiningen-Dagsburg-Emichsburg |  |  |       |  |  |                                 |  |  |                                  |  |
|                                                             |                                                         | 14. Carlo Ludovico di Leiningen-Dagsburg-Emichsburg     | 28. Giovanni Federico di Leiningen-Dagsburg-Emichsburg |  |  |       |  |  |                                 |  |  |                                  |  |
|                                                             |                                                         | 14. Carlo Ludovico di Leiningen-Dagsburg-Emichsburg     | 29. Caterina di Baden-Durlach                          |  |  |       |  |  |                                 |  |  |                                  |  |
| 7. Caterina Luisa Eleonora di Leiningen-Dagsburg-Emichsburg |                                                         | 14. Carlo Ludovico di Leiningen-Dagsburg-Emichsburg     |                                                        |  |  |       |  |  |                                 |  |  |                                  |  |
|                                                             |                                                         | 15. Carolina di Salm-Down                               | 30. Carlo di Salm-Down                                 |  |  |       |  |  |                                 |  |  |                                  |  |
|                                                             |                                                         | 15. Carolina di Salm-Down                               | 30. Carlo di Salm-Down                                 |  |  |       |  |  |                                 |  |  |                                  |  |
|                                                             |                                                         | 15. Carolina di Salm-Down                               | 31. Luisa di Nassau-Otweiler                           |  |  |       |  |  |                                 |  |  |                                  |  |
|                                                             |                                                         | 15. Carolina di Salm-Down                               |                                                        |  |  |       |  |  |                                 |  |  |                                  |  |